# Hajine
Hajine ou Hajin (arabe : هجين) est une ville du sud-est de la Syrie située dans le gouvernorat de Deir ez-Zor. 

## Histoire
Lors de la guerre civile syrienne, Hajine, peuplée d'environ 30 000 habitants, est une des dernières ville de Syrie à être contrôlée par les djihadistes de l'État islamique,. Fin 2018, lors de l'offensive de Deir ez-Zor, elle est le théâtre d'intenses combats entre les Forces démocratiques syriennes (FDS) et l'État islamique. Les FDS parviennent à entrer une première fois dans la ville le 10 septembre 2018, mais les djihadistes les repoussent entre le 10 et le 14 octobre,. Les FDS entrent à nouveau dans la ville le 4 décembre, et s'en emparent entièrement le 14 décembre.